# James Brudenell, 7:e earl av Cardigan
James Thomas Brudenell, 7:e earl av Cardigan, född 16 oktober 1797, död 28 mars 1868, var en engelsk militär. Han vann genom upprepade tjänsteköp rask befordran på den militära banan, men var illa beryktad för sina ständiga tvister med regementskamrater. Han satt som lord Brudenell i underhuset 1818-29 och ärvde 1837 earlvärdigheten. 
Lord Cardigan blev officer vid kavalleriet 1824, överstelöjtnant och regementschef 1832, och generalmajor 1847.  Vid Krimkrigets utbrott erhöll Brudenell befälet över den lätta brigaden av lord Lucans kavalleridivision och företog med denna den berömda "dödsritten vid Balaklava" (25 oktober 1854). Brudenell visade stor personlig tapperhet, men torde ha missförstått ordern om den anfallslinje han skulle välja och därigenom kom han att offra brigaden på ett omöjligt företag. Efter hemkomsten lät han emellertid fira sig som en hjälte och försökte till och med på rättslig väg tysta de kritiker, som ifrågasatte det riktiga i hans handlingssätt vid Balaklava. Han utnämndes 1855 till generalinspektör för kavalleriet 1855 och generallöjtnant 1861.
Från just denne lord Cardigan har vi ordet "cardigan" som benämning på en stickad kofta.

## Referenslitteratur
- Woodham-Smith, Cecil ; The Reason Why. London: Constable and Co (1953). ISBN 0140012788.
- David, Saul ; The Homicidal Earl: The Life of Lord Cardigan. London: Little, Brown (1997). ISBN 0316641650.
- David, Saul; "Militära misstag" (bland annat referens om den stickade tröjan) ISBN 91-88930-40-8